# Poecilia caudofasciata
Poecilia caudofasciata és un peix de la família dels pecílids i de l'ordre dels ciprinodontiformes.

## Distribució geogràfica
Es troba a Centreamèrica.